# Liste der Kulturdenkmale in Sachsenburg (Frankenberg)
In der Liste der Kulturdenkmale in Sachsenburg sind die Kulturdenkmale des Frankenberger Ortsteils Sachsenburg verzeichnet, die bis Oktober 2022 vom Landesamt für Denkmalpflege Sachsen erfasst wurden (ohne archäologische Kulturdenkmale). Die Anmerkungen sind zu beachten.
Diese Aufzählung ist eine Teilmenge der Liste der Kulturdenkmale in Frankenberg/Sa.

## Sachsenburg
| Bild                                    | Bezeichnung | Lage                                             | Datierung | Beschreibung | ID       |
| --------------------------------------- | --- | ------------------------------------------------ | --- | --- | -------- |
| Direkt Bild zu diesem Denkmal hochladen | Denkmalschutzgebiet Schloss Sachsenburg | (Sachsenburg) (Karte)                            | Ursprung romanisch | Denkmalschutzgebiet Schloss Sachsenburg (Satzung vom 14. September 2019) | 09306965 |
| Direkt Bild zu diesem Denkmal hochladen | Steinbogenbrücke über den Lützelbach | (Flurstücke 337, 303/3, 308) (Karte)             | 1816 | Bedeutsam als älteste erhaltene Steinbrücke Frankenbergs, weitgehend original, baugeschichtlich und technikgeschichtlich von Bedeutung. Fußgängerbrücke in Bruchsteinmauerwerk, Gesamtlänge 5,3 m, Spannweite 4,3 m, Scheitelhöhe 1,4 m, Fahrbahnhöhe 2,3 m, Gesamtbreite 7,2 m. Steinbrüstung erhalten, bei jüngster Instandsetzung stark überformt, vermutlich teilweise neu aufgemauert, ursprünglicher Schlussstein mit sächsischem Wappen, Königskrone und Jahreszahl (aus Zeisigwalder Porphyrtuff, O. Wagenbreth), ins Heimatmuseum verbracht, oberer Abschluss der Brüstung in Ziegel ist neu, Objekt bereits in der DDR auf der Bezirksdenkmalliste geführt. | 09244602 |
|                                         | Sachgesamtheit Königlich-Sächsische Triangulierung („Europäische Gradmessung im Königreich Sachsen“); Station 94, Sachsenburg | (Flurstück 202a) (Karte)                         | Bezeichnet mit 1869 | Triangulationssäule; Station 2. Ordnung, bedeutendes Zeugnis der Geodäsie des 19. Jahrhunderts, vermessungsgeschichtlich von Bedeutung. Vermessungsstein aus Niederbobritzscher Granit, zeltdachförmige Abdeckplatte, längsrechteckiger nach oben verjüngter Block mit Inschrift „Station/Sachsenburg/der/Kön: Sächs:/Triangulirung/1869.“, oben 44 cm, Höhe über Erdboden 1,80 m. Ein wichtiges Kriterium für die Festlegung der Lage der Triangulationspunkte sind möglichst Dreiecke mit gleichen Seitenlängen. Von den Punkten musste außerdem eine direkte Sichtverbindung zu den in etwa 12 km Entfernung gelegenen Nachbarpunkten bestehen. In größeren ländlichen und landwirtschaftlich genutzten Gebieten konnten solche Stationen auch an Feldrainen oder kleinen Wegen liegen, wie die Triangulationssäule Sachsenburg, die auf der Höhe nordwestlich von Irbersdorf, westlich der Mittweida-Frankenberger Straße als quadratischer Granit-Monolith errichtet worden ist. Der Verkauf des zugehörigen Grundstücks wurde mit Gutsbesitzer C. F. A. Nebe in Sachsenburg am 5. Oktober 1869 vertraglich geregelt. Zeitweise war die Säule mit einem hölzernen Signal überbaut. Die Veränderungen zur Großfelderwirtschaft nach 1960 ließen den Vermessungspunkt bald in die Mitte eines Feldes ohne weiteren Zugangsweg geraten. Ein noch vorhandener Feldweg führt etwa 75 m südlich vorbei. Das Ensemble aus Vermessungspunkt und Baum ist eine schöne Landmarke in der Weite der umgebenden Agrarflächen. Im Jahr 2009 erfolgte eine denkmalpflegerische Sanierung der Säule durch Herrn Karl-Heinz Grebner aus Chemnitz. | 09302585 |
| Weitere Bilder                          | Kammergut und Schloss Sachsenburg (Sachgesamtheit) | Am Schloß 1, 2, 4, 6, 8 (Karte)                  | Ab 1488 | Sachgesamtheit Kammergut und Schloss Sachsenburg, mit folgenden Einzeldenkmalen: Schloss (siehe 09244288, Am Schloß 1), Bettenhaus der Straf- und Korrektionsanstalt (siehe 09244283, Am Schloß 2) Brauerei (siehe 09244282, Am Schloß 4) und zwei Wohnhäuser (siehe 09242916, Am Schloß 6 und 09300401, Am Schloß 8) sowie folgenden Sachgesamtheitsteilen: vier Gebäude und historischer Treppenaufgang von der Straße An der Zschopau zum Schloss, Terrassengarten und Nutzgarten; von baugeschichtlicher, baukünstlerischer und ortshistorischer Bedeutung, als Ort eines frühen Konzentrationslagers der NS-Zeit auch von zeitgeschichtlicher Bedeutung. Die Schlossanlage besteht aus: 1. Schlosshof: verschiedene Pflasterarten 2. Schlossvorhof: schöne Hofpflasterung, Baumpaar aus zwei Linden (Tilia spec.) vor dem Zugang zum Schloss 3. Wirtschaftshof: Reste des Tores (Porphyrpfeiler) 4. Terrassengarten: Terrassenanlage im Bereich des ehemaligen Zwingers (Zwingerbereich aufgeschüttet, Zwingermauern fungieren als Stützmauern), vermutlich ehemals Lustgarten, ehemaliger Pavillon an der Südwestecke des Terrassengartens nachgewiesen, verschiedene Blickbeziehungen ins Zschopautal 5. Nutzgarten: ehemaliger Nutzgarten südlich der ehemaligen Brauerei, zum Teil heute noch Obstgarten, mit Resten der Einfriedungsmauer aus Bruchstein 6. Schlossberg: historischer Treppenaufgang von der Straße An der Zschopau zum Schloss (vor 1755), unter Betonstufen ist die historische Treppe noch vorhanden | 09300402 |
| Weitere Bilder                          | Schloss (Einzeldenkmal der Sachgesamtheit 09300402) | Am Schloß 1 (Karte)                              | Ab 1488 | Einzeldenkmal der Sachgesamtheit Kammergut und Schloss Sachsenburg; auf Felsen über der Zschopau gelegen, zeigt den Übergang von der Burg zum spätgotischen Schloss, 1933 1. Standort des Konzentrationslagers Sachsenburg, bis zur Einrichtung des KZ in der Spinnerei, von baugeschichtlicher, baukünstlerischer, orts- und landesgeschichtlicher sowie zeitgeschichtlicher Bedeutung. Unregelmäßige Hofanlage, von Gebäudekomplex umschlossen, im 17. Jahrhundert östlich in das Schloss Einfügung einer Kapelle, passt sich mit seinen Bauten den natürlichen Gegebenheiten an, mit zahlreichen spätgotischen Baudetails wie Vorhangbogenfenstern, zellengewölbten Räumen, Räumen mit Holzdecken auf profilierten Balken, schöne Hofpflasterung im Vorhof des Schlosses, Wirtschaftshof ohne Einzeldenkmale, jedoch Bestandteil der Sachgesamtheit. | 09244288 |
|                                         | Bettenhaus der Straf- und Korrektionsanstalt im Vorhof des Schlosses (Einzeldenkmal der Sachgesamtheit 09300402) | Am Schloß 2 (Karte)                              | 1867 | Einzeldenkmal der Sachgesamtheit Kammergut und Schloss Sachsenburg; wichtig als Vorhofsbegrenzung der Sachsenburg, von ortshistorischer Bedeutung. Dreigeschossiger Bau mit Seitenrisalit, Satteldach, Dreiecksgiebel und Glockenturm, über eine Brücke mit der Burg verbunden, wurde als Bettenhaus gebaut und genutzt für eine Straf- und Korrektionsanstalt für männliche Jugendliche, erhebt sich an der Stelle über ehemaligen mittelalterlichen Gebäuden, die zur Burg gehörten. | 09244283 |
| Direkt Bild zu diesem Denkmal hochladen | Ehemaliges Brauhaus im Schlossbereich (Einzeldenkmal der Sachgesamtheit 09300402) | Am Schloß 4 (Karte)                              | 2. Hälfte 19. Jahrhundert | Einzeldenkmal der Sachgesamtheit Kammergut und Schloss Sachsenburg; von ortshistorischer Bedeutung. Dreigeschossiger Bau mit Satteldach, Porphyrgewände an Fenstern und Tür, im Erdgeschoss Segmentbogenabschlüsse, ursprünglich bereits zur mittelalterlichen Schlossanlage gehöriges Gebäude, möglicherweise noch mit gotischen Resten im Inneren. | 09244282 |
| Direkt Bild zu diesem Denkmal hochladen | Wohn- und Wirtschaftsgebäude (Einzeldenkmal der Sachgesamtheit 09300402) | Am Schloß 6 (Karte)                              | Vor 1800 | Einzeldenkmal der Sachgesamtheit Kammergut und Schloss Sachsenburg; ehemaliges Schweizerhaus des Kammergutes im Bereich des Wirtschaftshofes, von baugeschichtlicher Bedeutung. Unscheinbarer, äußerlich überformter, verputzter Bruchsteinbau mit wertvollem Baubestand im Inneren des Gebäudes aus dem 18. Jahrhundert, eingeschossig, Mauerwerk annähernd einen Meter stark, Fensterlaibungen im Inneren und Türlaibungen mit flachen Korbbögen, Laibungen sich verjüngend, gebuste Kreuzgratgewölbe im Hausflur, im Stallteil nachträglich preußische Kappengewölbe, tonnengewölbter Keller mit Kämpfer am Fußpunkt des Gewölbes, Fenstergewände und Türportal aus Porphyrtuff, vermutlich Ende 19. Jahrhundert durch Drempelgeschoss erweitert, heute abschließend mit flachgeneigtem Satteldach, auch Türen aus dem 18. Jahrhundert erhalten. | 09242916 |
| Direkt Bild zu diesem Denkmal hochladen | Wohnhaus (Einzeldenkmal der Sachgesamtheit 09300402) | Am Schloß 8 (Karte)                              | Um 1900 | Einzeldenkmal der Sachgesamtheit Kammergut und Schloss Sachsenburg; im Bereich des Wirtschaftshofes gelegen, von baugeschichtlicher Bedeutung. Zweigeschossiges Gebäude mit Porphyrgewänden, Erdgeschoss Polygonmauerwerk, Obergeschoss verputztes Bruchstein- und Ziegelmauerwerk, Eingangsbereich mit mittig angelegtem einachsigen Mittelrisalit. | 09300401 |
| Weitere Bilder                          | Mahn- und Gedenkstätte (Einzeldenkmal der Sachgesamtheit 09305857) | An der Zschopau (Karte)                          | 1968 | Einzeldenkmal der Sachgesamtheit Spinnerei Sachsenburg; Denkmal in Porphyr mit vier stehenden Figuren (Schutzhäftlinge), von geschichtlicher Bedeutung. Ehrenmal auf zwei Stufen mit schirmartiger Rückwand aus Porphyrtuff, Inschrift „Und setztet ihr nicht das Leben ein, nie wird euch das Leben gewonnen sein“ (Friedrich Schiller), davorstehend Gruppe von vier Schutzhäftlingen, Bildhauer war Hanns Diettrich (Chemnitz), Enthüllung des Denkmals am 9. September 1968, Denkmal ergänzte eine in den 1950er Jahren in der ehemaligen Spinnerei Sachsenburg eingerichtete Gedenkstätte, diese war von 1933 bis 1937 Schutzhaftlager der SA und später SS (KZ Sachsenburg), damit eines der frühesten und am längsten betriebenen Konzentrationslager, seit 1979 als Denkmal zu politischen Ereignissen oder Persönlichkeiten in der Denkmalliste des Kreises Hainichen (Bezirksdenkmalliste). | 09244269 |
| Weitere Bilder                          | Tiefer Sachsen Stolln mit Mundloch, zugehörigen Stützmauern, Apparatehaus, Rohwasserbehälter (mit Schriftzug Sachsenquell) sowie zuführende Treppenanlage und Einfriedung | An der Zschopau (Karte)                          | 1701–1821 (Stolln); um 1910 (Apparatehaus, Rohwasserbehälter) | Ursprünglich für den lokalen Bergbau des 18. Jahrhunderts wichtige Anlage zur Grubenwasserlösung, aufgrund der späteren Umnutzung und baulichen Erweiterung zur Wasserversorgungsanlage nicht nur bergbaugeschichtlich, sondern auch ortsgeschichtlich von Bedeutung | 09244405 |
| Weitere Bilder                          | Spinnerei Sachsenburg (Sachgesamtheit) | An der Zschopau 2, 12 (Karte)                    | 18. bis 20. Jahrhundert (erhaltene Zeugnisse des Produktionsstandorts); 2. Hälfte 19. Jahrhundert (herrschaftliches Wohnhaus); um 1900 (Schmiede); 1933–1937 (Konzentrationslager); 2. Hälfte 20. Jahrhundert (Kassenhaus) | Sachgesamtheit Spinnerei Sachsenburg mit zugehörigen Produktions- und Funktionsgebäuden, sozialen Einrichtungen, wasserbaulichen Anlagen sowie einer Mahn- und Gedenkstätte, davon im Teilabschnitt Frankenberg, Ortsteil Sachsenburg folgende Einzeldenkmale: ehemalige Schloßmühle mit Wohnhaus, Torbogen, Mauerwerksresten und Hofpflaster (siehe 09244268), ehemalige Spinnerei Sachsenburg mit Produktionsgebäude, Reste (Sockelgeschoss) der ehem. Fabrikanten- und späteren Kommandantenvilla, Schornstein, Wehranlage, Betriebsgraben und Freifluter mit Uferstützmauern und Steindeckwerk, Ballenbrechergebäude, Wohnhaus mit Arrestzellen des ehemaligen Konzentrationslagers im Erdgeschoss sowie museal präsentierter Wäschemangel, ehemaliges Beamtenwohnhaus, Mietshaus (zuvor Garnlager und Kontorgebäude), Pförtnerhaus, Torpfeiler (siehe 09244603), ehemaliges Gefolgschaftsbad mit Schwimmbecken, Badehaus, Toilettenanlage und Pumpenhaus (siehe 09305858), Mahn- und Gedenkstätte (siehe 09244269) und den Sachgesamtheitsteilen Freigelände zwischen Betriebsgraben und Zschopau mit Hochwasserschutzdämmen sowie Schießstrecke einschließlich Kugelfang am rechten Betriebsgrabenufer, Wohnhaus, ehemalige Schmiede, Kraftwagenhalle, Werksbrücke, Rechenbrücke, Fußgängerbrücke und Kassenhäuschen des ehemaligen Gefolgschaftsbades, davon im Teilabschnitt Lichtenau, Ortsteil Biensdorf folgendes Einzeldenkmal: Wehranlage mit Uferstützmauern (siehe 09305910 sowie 09305911); landschaftsbildprägendes Ensemble aus umfangreich erhaltenen baulichen und technischen Anlagen aus dem späten 18. bis 20. Jahrhundert, dokumentieren verschiedene Nutzungsperioden in der Geschichte des Standorts, darunter den Betrieb als eine der größten Spinnereien des Chemnitzer Raumes, von ortsgeschichtlicher und überregionaler industriegeschichtlicher Bedeutung, das auf dem Freigelände erhaltene betriebseigene Freibad von 1939 darüber hinaus von sozialgeschichtlicher Relevanz, Komplex 1933–1937 als frühes Konzentrationslager („Schutzhaftlager“) genutzt, zunächst vorwiegend Inhaftierung politischer Gegner des NS-Regimes, dann zunehmend auch anderer Häftlingsgruppen wie Juden, Homosexuelle usw., unter diesem Aspekt von großer zeitgeschichtlicher Bedeutung | 09305857 |
| Weitere Bilder                          | Produktionsgebäude (An der Zschopau 6), Schornstein, Wehranlage, Betriebsgraben und Freifluter mit Uferstützmauern und Steindeckwerk, Ballenbrechergebäude (An der Zschopau 6b), Reste (Sockelgeschoss) der ehemaligen Fabrikanten- und späteren Kommandantenvilla (An der Zschopau 10), Wohnhaus (An der Zschopau 2) mit Arrestzellen des ehemaligen Konzentrationslagers im Erdgeschoss sowie museal präsentierter Wäschemangel, ehemaliges Beamtenwohnhaus (An der Zschopau 5), Mietshaus (zuvor Garnlager und Kontorgebäude, An der Zschopau 7, 8), Pförtnerhaus (An der Zschopau 3), Torpfeiler (Einzeldenkmale der Sachgesamtheit 09305857) | An der Zschopau 2, 3, 5, 6, 6b, 7, 8, 10 (Karte) | 1835–1837 (Spinnmühle); 1847 (Mahlmühle); 2. Hälfte 19. Jahrhundert (Schornstein); 1927–1928 (Anbau Schalt- und Trafostation); 1967 (Anbau Gasiererei)                                                                     | Einzeldenkmale der Sachgesamtheit Spinnerei Sachsenburg; landschaftsbildprägendes Ensemble aus umfangreich erhaltenen baulichen und technischen Anlagen aus dem 19. und 20. Jahrhundert, dokumentieren verschiedene Nutzungsperioden in der Geschichte des Industriestandorts, darunter den Betrieb als eine der größten Spinnereien des Chemnitzer Raumes, von ortsgeschichtlicher und überregionaler industriegeschichtlicher Bedeutung, aufgrund der beiden im Kern noch erhaltenen und ablesbaren Ursprungsbauten des Produktionsgebäudes (Spinnmühle in zeittypischer Form sowie Getreidemühle in Form einer „amerikanischen Mühle“) auch von baugeschichtlicher Bedeutung, darüber hinaus wurde der Komplex zwischen 1933 und 1937 als Schutzhaftlager/Konzentrationslager Sachsenburg genutzt, damit kommt dem erhaltenen Ensemble als Zeugnis eines der frühen Konzentrationslager während der nationalsozialistischen Diktatur zudem eine herausragende allgemeingeschichtliche Bedeutung zu | 09244603 |
| Weitere Bilder                          | Wohnhaus, Torbogen, Mauerwerksreste und Hofpflaster der ehemaligen Schloßmühle, einer Mahl- und Brettmühle (Einzeldenkmale der Sachgesamtheit 09305857) | An der Zschopau 4 (Karte)                        | 14. bis 20. Jahrhundert (Mühlenstandort); bezeichnet mit 1779 (Wohnhaus) | Einzeldenkmale der Sachgesamtheit Spinnerei Sachsenburg; Fachwerkgebäude, die anderen beiden, ebenfalls in Fachwerk ausgeführten Gebäude der ehemaligen Mahl- und Brettmühle bis auf wenige Mauerwerksreste abgebrochen, baugeschichtlich sowie als Dokumente der produktionsgeschichtlichen Keimzelle des späteren Industriestandorts zudem ortsgeschichtlich und produktionsgeschichtlich von Bedeutung | 09244268 |
| Direkt Bild zu diesem Denkmal hochladen | Ehemaliges Gefolgschaftsbad mit Schwimmbecken, Badehaus, Abortanlage und Pumpenhaus | An der Zschopau 12 (Karte)                       | 1939 | Einzeldenkmale der Sachgesamtheit Spinnerei Sachsenburg; authentisch erhaltenes Freibad der 1930er Jahre, als Gefolgschaftsbad der Firma Bruno Tautenhahn Zeugnis für die Entwicklung des Unternehmens im Sinne nationalsozialistischer Musterbetriebe, von industriegeschichtlicher, ortsgeschichtlicher und sozialgeschichtlicher Bedeutung | 09305858 |
| Direkt Bild zu diesem Denkmal hochladen | Huthaus auf Halde sowie benachbarte Halde des Reicher Segen Gottes Stolln | Dittersbacher Weg 15 (Karte)                     | 16.–18. Jahrhundert (Halde); im Kern 18. Jahrhundert (Huthaus) | Landschaftsbildprägendes Ensemble, im Zusammenhang mit dem Bergbau bei Sachsenburg im 18. Jahrhundert von bergbaugeschichtlicher und ortsgeschichtlicher Bedeutung. Grube Reicher Segen Gottes gehörte zu mehreren bei Sachsenburg betriebenen Gruben, die teils unbedeutend, teils nur in früheren Bergbauperioden (vor 1800) bedeutender waren, Grube trieb den Segen Gottes Stolln unter die mittelalterlichen Grubenbaue des Treppenhauers vor, allerdings wenig ertragreich. - Huthaus: kleines, einstöckiges Gebäude mit hohem Satteldach, Erbauung vor 1870 (vermutlich ursprünglich mit Glockenturm, vgl. Eintrag in der DDR-Denkmalliste), durch Anbau eines größeren Wohnhauses in jüngerer Vergangenheit beeinträchtigt, Huthaus auf der Halde des Segen Gottes Stolln stehend - Halde: mit alter Linde landschaftsprägend - weitere inzwischen baumbestandene Halde südlich | 09244406 |
| Weitere Bilder                          | Dorfkirche und Kirchhof Sachsenburg (Sachgesamtheit) | Mittweidaer Straße (Karte)                       | Kirche im Ursprung romanisch | Sachgesamtheit Dorfkirche und Kirchhof Sachsenburg mit folgenden Einzeldenkmalen: Kirche, Kirchhofstorhaus, Einfriedungsmauer und Denkmal für die Gefallenen des Zweiten Weltkrieges (siehe 09244272) sowie zum Kirchhof führende Lindenallee und Solitärbäume (Linden) außerhalb des Kirchhofes (Gartendenkmal); baugeschichtlich, ortsgeschichtlich und ortsbildprägend von Bedeutung. - Einfriedung: Einfriedungsmauer aus Bruchsteinmauerwerk, im Westen Torhaus (überdachter Tordurchgang mit Torbogen und zwei schmiedeeisernen Torflügeln) - Sachgesamtheitsteile: - Erschließung: im Westen Zugangsweg mit Lindenallee, Weg mit Feldsteinpflaster im Norden der Kirche zwischen Ostzugang und West-Tor - Gehölze: Allee (Linden) am westlichen Zugangsweg und zwei Solitärbäume am West-Tor außerhalb des Kirchhofs, ein Solitärbaum (Linde) im Süden außerhalb der Einfriedungsmauer (Gartendenkmale) | 09300409 |
| Direkt Bild zu diesem Denkmal hochladen | Kirche mit Ausstattung, Kirchhofstorhaus, Einfriedungsmauer und Denkmal für die Gefallenen des Zweiten Weltkrieges (Einzeldenkmale der Sachgesamtheit 09300409) | Mittweidaer Straße (Karte)                       | Ursprung romanisch (Kirche); 1396 Dendro (Kirche); um 1500 (Altar); 1895 (Orgel); 1909 (Kirchenausstattung) | Einzeldenkmale der Sachgesamtheit Dorfkirche und Kirchhof Sachsenburg; baugeschichtlich und ortsgeschichtlich von Bedeutung. - Kirche: auf Anhöhe gelegene Dorfkirche von auffallenden Proportionen und mit markanter Turmfassade, Bau geht auf romanischen Ursprungsbau zurück (sehr dicke Wände von ein Meter Wandstärke, ein verbautes Fenster in innerer Wand), 13. Jahrhundert: innere Pforte an der Nordseite und das Südfenster neben dem Altar, 16. Jahrhundert: Altargitter, 1721–1725 umfassende Umbauten, Innenraum wurde durch Tonnengewölbe erhöht, 1810 Anbau von Sakristei und Amtskapelle, schöner einschiffiger Raum, Fenster nur auf der Südseite, im Osten Apsis vom Anfang des 20. Jahrhunderts, Empore auf der Nord- und Westseite - Ausstattungsstücke: Triptychon mit Darstellung der Anbetung der Hl. Drei Könige von ca. 1500, Grabdenkmal der M. von Schöneburg, gest. 1605, zwei barocke Grabplatten, im Kirchenvorbau Ehrenmal für die Vermissten und Gefallenen des Ersten und Zweiten Weltkrieges, 1950, hergestellt aus von der Bevölkerung gesammelten kleinen Steinen aus der Zschopau, Orgel von 1895 von Orgelbaumeister Paul Schmeißer - Außenbau: Gebäude mit weit heruntergezogenem Satteldach, runder Apsis im Osten, Turm über quadratischem Grundriss und verschiefertem Turmhelm, Epitaph an der Südseite, Kirchenmauer aus Bruchsteinmauerwerk, im Westen Torhaus (überdachter Tordurchgang mit Torbogen und zwei schmiedeeisernen Torflügeln) - Denkmal für die Gefallenen des Zweiten Weltkrieges: Steinstele mit Inschrift, seitliche gemauerte und verputzte Wangen mit Flammenschale | 09244272 |
| Direkt Bild zu diesem Denkmal hochladen | Häuslerhaus und Bergkeller | Mittweidaer Straße 9 (Karte)                     | 1. Hälfte 19. Jahrhundert (Bergkeller); bezeichnet mit 1873 (Häusleranwesen) | Schlichtes Wohnhaus mit Fachwerkobergeschoss, baugeschichtlich von Bedeutung. Zweigeschossiger Bau mit Satteldach, traufständig zur Straße, Fachwerk ist nur noch zur Straßenseite hin erhalten, im Erdgeschoss Fenster verbreitert, Portal mit schlichter Dreiecksverdachung. | 09244277 |
| Direkt Bild zu diesem Denkmal hochladen | Häuslerhaus | Mittweidaer Straße 18 (Karte)                    | 1. Hälfte 19. Jahrhundert | Kleines Wohnhaus mit Fachwerkobergeschoss, baugeschichtlich von Bedeutung. Zweigeschossiger Bau mit Satteldach, hinten Anbau, Giebelseite verschiefert, im Erdgeschoss sind die Fenster verändert, liegt in prägnanter Lage an einer Straßenkreuzung. | 09244278 |
| Direkt Bild zu diesem Denkmal hochladen | Wohnhaus | Mittweidaer Straße 21 (Karte)                    | Bezeichnet mit 1851 | Obergeschoss Fachwerk, verputzt, baugeschichtlich von Bedeutung. Zweigeschossiger Bau, Erdgeschoss massiv, Schopfwalmdach mit Hecht, traufständig zur Hauptstraße, Baukörperform erhalten, Fensteröffnungen weitgehend erhalten, Portal mit Dreiecksverdachung. | 09244273 |
| Direkt Bild zu diesem Denkmal hochladen | Wohnhaus | Mittweidaer Straße 23 (Karte)                    | 1. Hälfte 19. Jahrhundert | Regionaltypischer Fachwerkbau in prägnanter Lage neben der Kirche gelegen, baugeschichtlich von Bedeutung. Zweigeschossiger Bau mit Satteldach, Erdgeschoss durch zu große Fensteröffnungen verändert, sehr schönes Fachwerkobergeschoss mit alter Fenstereinteilung, weitestgehend originaler Zustand, Giebelseite verschiefert. | 09244279 |
| Direkt Bild zu diesem Denkmal hochladen | Scheune und Seitengebäude eines Dreiseithofes | Mittweidaer Straße 35 (Karte)                    | Bezeichnet mit 1767 (Scheune) | Auf Grund ihres Alters und ihres hervorragenden Erhaltungszustandes besonders wertvolle Holzbauten, baugeschichtlich und wirtschaftsgeschichtlich von Bedeutung. - Scheune: mit hohem, auf vorkragenden Dachbalken aufliegendem Satteldach, gut erhaltener liegender Dachstuhl der Erbauungszeit - Seitengebäude: im Erdgeschoss stark überformt, darüber intakte Fachwerkkonstruktion, möglicherweise ehemals Oberlaube, holzverschalt, originaler Dachstuhl | 09244276 |
| Direkt Bild zu diesem Denkmal hochladen | Wohnhaus | Mittweidaer Straße 37 (Karte)                    | Bezeichnet mit 1827 | Verschiefertes Fachwerk-Obergeschoss, baugeschichtlich von Bedeutung, auf Grund der Lage ortsbildprägend. Zweigeschossig, Erdgeschoss massiv, Porphyrgewände an Fenstern und Tür im Erdgeschoss, schönes Türportal mit Dreiecksverdachung, Schopfwalmdach mit originalen Dachhäuschen. | 09244271 |
| Direkt Bild zu diesem Denkmal hochladen | Häuslerhaus | Mittweidaer Straße 45 (Karte)                    | Um 1800 | Schlichtes kleines Wohnhaus mit verkleidetem Fachwerk-Obergeschoss, baugeschichtlich von Bedeutung. Zweigeschossiger Bau, Erdgeschoss massiv, Portal mit vorkragender Verdachung, kleine alte Holzfenster. | 09244274 |
| Direkt Bild zu diesem Denkmal hochladen | Wohnstallhaus, Auszugshaus und Stallgebäude (mit Kumthalle) eines Vierseithofes | Mittweidaer Straße 57 (Karte)                    | Um 1825 (Wohnstallhaus); Mitte 19. Jahrhundert (Auszugshaus und Seitengebäude) | Ortsbildprägende und in ihrer Struktur erhaltene Hofanlage mit weitestgehend original erhaltenen Fachwerkbauten, baugeschichtlich und wirtschaftsgeschichtlich von Bedeutung. - Wohnstallhaus: Erdgeschoss massiv, Obergeschoss größtenteils Fachwerk, Giebel verkleidet, Satteldach, Portal und einige Fenstergewände in Hilbersdorfer Porphyrtuff - Auszugshaus: Erdgeschoss massiv, Obergeschoss in Fachwerk, Krüppelwalmdach, Gewände im Erdgeschoss in Naturstein - Pferdestall mit Kumthalle: weitgehend massiv, Obergeschoss zum Hof in Fachwerk, Satteldach, Öffnungen zum Teil verändert, Kumthalle - Scheune: teils Holz, teils massiv, Satteldach, partiell unterkellert Scheune teilweise eingestürzt, 2009 aus der Denkmalliste gestrichen. | 09244275 |
| Direkt Bild zu diesem Denkmal hochladen | Auszugshaus, Stallgebäude mit Kumthalle und Scheune eines Vierseithofes | Mittweidaer Straße 58 (Karte)                    | Bezeichnet mit 1810 (Auszugshaus); 2. Hälfte 19. Jahrhundert (Seitengebäude) | Landschaftstypische Wohn- und Wirtschaftsgebäude eines Bauernhofes in Fachwerkbauweise, baugeschichtlich und wirtschaftsgeschichtlich von Bedeutung. - Auszugshaus: Erdgeschoss massiv, Obergeschoss Fachwerk verkleidet, Porphyrgewände, Portal mit Segmentbogen und Schlussstein aus Porphyr, Garageneinbau - Stallgebäude: zweigeschossig, an hofabgewandter Seite im Obergeschoss Fachwerk, bemerkenswerte Kumthalle, kunstvoll gestaltete Rundsäulen mit oktogonalem Sockel und Kapitell - Scheune: Holzkonstruktion innen, massive Giebelwände | 09244281 |
|                                         | Rathaus | Rathausstraße 5 (Karte)                          | Bezeichnet mit 1928 | Prägnantes Beispiel eines traditionalistischen Baus im Heimatstil, baugeschichtlich und ortsgeschichtlich von Bedeutung. Zweigeschossiger Bau mit Bruchsteinsockel, vorgelagerte Bruchsteintreppe, Rundbogentür und Originalfenstern, charakteristisches Schopfwalmdach, traufständig zur Straße gelegen. | 09244287 |
| Direkt Bild zu diesem Denkmal hochladen | Wohnhaus, zwei Seitengebäude (das östliche mit Kumthalle) und Scheune eines Vierseithofes | Schönborner Straße 12 (Karte)                    | Um 1900 (Seitengebäude); bezeichnet mit 1908 (Wohnhaus) | Geschlossen erhaltene Anlage eines Vierseithofes mit einem gründerzeitlichen Wohnhaus und den Wirtschaftsgebäuden aus Ziegel, baugeschichtlich und ortsbildprägend von Bedeutung. - Wohnhaus: zweigeschossiger Bau mit Satteldach und Dacherker, profilierte Fenstergewände, Bruchsteinsockel, Erker zur Straßenseite - Stall 1: ehemals mit Kummethalle, Bögen sind in der Fassade noch ablesbar, Dreiecksgiebel des Dacherkers korrespondiert mit gleichgestaltetem Giebel des gegenüberliegenden anderen Stallgebäudes - Stall 2: mit älterem Kern, war früher Wohnstallhaus, Anfang des 20. Jahrhunderts zum Stall umgebaut, mit Ziegelfries unterhalb des Daches - Scheune: Ziegelfries, originale Fenster | 09244284 |
| Direkt Bild zu diesem Denkmal hochladen | Stallgebäude mit Kumthalle | Schönborner Straße 15 (Karte)                    | Laut Auskunft des Besitzers 2. Hälfte 19. Jahrhundert, 1868 | Bemerkenswertes Stallgebäude mit zentraler Kumthalle, baugeschichtlich und wirtschaftsgeschichtlich von Bedeutung. Zweigeschossiger Bau mit Satteldach, Kummethalle im Zentrum, zwei Rundsäulen mit Segmentbogenöffnungen, darüber Dreiecksgiebel. | 09244285 |

## Tabellenlegende
- Bild: Bild des Kulturdenkmals, ggf. zusätzlich mit einem Link zu weiteren Fotos des Kulturdenkmals im Medienarchiv Wikimedia Commons. Wenn man auf das Kamerasymbol klickt, können Fotos zu Kulturdenkmalen aus dieser Liste hochgeladen werden:
- Bezeichnung: Denkmalgeschützte Objekte und ggf. Bauwerksname des Kulturdenkmals
- Lage: Straßenname und Hausnummer oder Flurstücknummer des Kulturdenkmals. Die Grundsortierung der Liste erfolgt nach dieser Adresse. Der Link (Karte) führt zu verschiedenen Kartendiensten mit der Position des Kulturdenkmals. Fehlt dieser Link, wurden die Koordinaten noch nicht eingetragen. Sind diese bekannt, können sie über ein Tool mit einer Kartenansicht einfach nachgetragen werden. In dieser Kartenansicht sind Kulturdenkmale ohne Koordinaten mit einem roten bzw. orangen Marker dargestellt und können durch Verschieben auf die richtige Position in der Karte mit Koordinaten versehen werden. Kulturdenkmale ohne Bild sind an einem blauen bzw. roten Marker erkennbar.
- Datierung: Baubeginn, Fertigstellung, Datum der Erstnennung oder grobe zeitliche Einordnung entsprechend des Eintrags in der sächsischen Denkmaldatenbank
- Beschreibung: Kurzcharakteristik des Kulturdenkmals entsprechend des Eintrags in der sächsischen Denkmaldatenbank, ggf. ergänzt durch die dort nur selten veröffentlichten Erfassungstexte oder zusätzliche Informationen
- ID: Vom Landesamt für Denkmalpflege Sachsen vergebene, das Kulturdenkmal eindeutig identifizierende Objekt-Nummer. Der Link führt zum PDF-Denkmaldokument des Landesamtes für Denkmalpflege Sachsen. Bei ehemaligen Kulturdenkmalen können die Objektnummern unbekannt sein und deshalb fehlen bzw. die Links von aus der Datenbank entfernten Objektnummern ins Leere führen. Ein ggf. vorhandenes Icon  führt zu den Angaben des Kulturdenkmals bei Wikidata.

## Ausführliche Denkmaltexte
1. ↑  Tiefer Sachsen Stolln:

Entwässerungsstolln unterhalb der Sachsenburg, auf den ersten Metern gemauerter Stolln elliptischen Querschnitts (Ziegelmauerwerk), nach ca. 45 m verspundet, mit auf Eisenträgern gelagerter Grubenschiene, segmentbogiges Mundloch, flankiert von zur Straße hin abfallenden Flügelmauern, darüber breiter Mauerwerkspfeiler mit nach links fortlaufender Stützmauer (Granitmauerwerk), Rohwasserbehälter rechteckigen Grundrisses und Querschnitts, straßenseitig verputztes Ziegelmauerwerk, Kern möglicherweise aus Eisenbeton, auf Oberseite Wartungs- und Entlüftungsöffnungen, hier ursprünglich Terrasse mit kleinem giebelständigen Gebäude in Holzbauweise (Gartenlokal?), Vorderseite mit Schriftzug „Sachsenquell“ aus eisernen Lettern (Frakturschrift), Apparatehaus, eingeschossiger Massivbau auf rechteckigem Grundriss, straßenseitig zwei vermauerte Rundbogenfenster mit Eisengitterstäben, dazwischen breite vertikale Wandvorlage, vorkragendes Kranzgesims, Flachdach (ursprünglich wohl mit Dachaufbau), davor stark untergliederte massive Brüstung auf gemauertem Sockel mit starken Eckpfeilern (Porphyrmauerwerk) – Gebäude vermutlich ehemals mit Abschluss- und Steuerungsanlagen für die abgehende(n) Rohrleitung(en) des lokalen Wasserversorgungsnetzes ausgestattet, heute moderne Mess-, Steuerungs- und Regelanlage enthaltend, am Fuße des vom Rohwasserbehälter zur Straße hin abfallenden Hanges gemauerte Brüstung zwischen linker Flügelmauer des Stollnmundlochs und Sockel des Apparatehauses, Zugang flankiert von Mauerwerkspfeilern, von hier Aufgang zum Apparatehaus sowie gemauerte Treppenstufen zum Rohwasserbehälter, mit größeren Unterbrechungen zwischen 1701 und 1821 angelegter Stolln zur Entwässerung der Fundgrube Reicher Segen Gottes (Gewerkschaft nahm den Bergbau in Sachsenburg 1683 wieder auf, förderte hauptsächlich Kupfererze und Kupfervitriol), 1821 Durchschlag in die Grubenbaue von Reicher Segen Gottes, ca. 1 km Gesamtlänge, nach Einstellung des Bergbaus weiterhin Ableitung von Grubenwässern durch den Stolln in den vorgelagerten Teich, Ende des 19. Jahrhunderts/Anfang des 20. Jahrhunderts Umwidmung der Anlage zur lokalen Wasserversorgung (Gebäudegruppe auf Äquidistantenkarte Section Frankenberg von 1874 noch nicht verzeichnet, ab 1909 kartiert, auf Messtischblatt 1916 und 1939 als Wasserwerk bezeichnet), hierfür Einbringung einer Wehrschwelle im Stollnverlauf, mittels Rohrleitung Ableitung des gestauten Wassers in einen Rohwasserbehälter, mittels Pumpen Einspeisung in das lokale Wasserversorgungsnetz, Stollnmundloch war bereits als technisches Denkmal in der DDR-Denkmalliste erfasst.
2. ↑  Sachgesamtheitsteile der Spinnerei Sachsenburg:

  - Freigelände zwischen Betriebsgraben und Zschopau, teils von Hochwasserschutzdämmen umschlossen: umfasst ehemaligen Fabrikhof, ehemalige Gartenanlage der Villa mit Bassin sowie Freigelände des ehemaligen Gefolgschaftsbades mit Liegewiesen und den Resten einer ursprünglich angelegten Gartenanlage mit Sportplatz und Tanzfläche, Gelände zwischen 1933 und 1937 gänzlich von Hochspannungszaun umgeben, diente zu dieser Zeit als Sport-, Exerzier- und Appellplatz, mit Schießstrecke einschließlich Kugelfang: auf Freigelände 1934 von KZ-Häftlingen errichtete Schießstrecke, Schießstand für die SS (mit Gefechtsstand auf bewegliche Ziele), reichte von Südwesten nach Nordosten quer über das nordwestliche Lagervorgelände zu einer Betonwand (Kugelfang) am rechten Betriebsgrabenufer nahe dessen Ausmündung in die Zschopau
  - Wohnhaus (An der Zschopau 2) gegenüber dem Pförtnerhaus: zu den in einer Zeile rechts der Hofeinfahrt stehenden Seitengebäuden gehörig, nordwestlich an weiteres Wohnhaus angrenzend (vgl. 09244603) – beide Wohngebäude auf einem Lageplan von 1909 als „herrschl. Wohnhaus“ bezeichnet, zweigeschossiger Massivbau mit Satteldach, nicht unterkellert, teils veränderte Tür- und Fensteröffnungen, Kreuzgratgewölbe im Erdgeschoss, laut Marcel Hett um 1850 errichtet, 1987 teilsaniert, Erdgeschoss mit Lagerräumen, Obergeschoss mit zwei Wohnungen, Dachgeschoss nicht ausgebaut
  - Ehemalige Schmiede (zwischen den beiden Mietshäusern): eingeschossiger Massivbau mit Satteldach, Fenster mit Porphyrgewände, segmentbogige Türöffnung
  - Kraftwagenhalle im Fabrikhof/Hof des ehemaligen Schutzhaftlagers: 1936 durch KZ-Häftlinge errichtet, eingeschossige Halle mit mehreren Unterständen für Kraftfahrzeuge, Pultdach, Türen original, seitlich nachträglicher Einbau von Büroräumen, hierfür teils bauliche Veränderungen
  - Werksbrücke im ehemaligen Fabrikhof über den Betriebsgraben (Untergraben): im Kern bereits im 19. Jahrhundert errichtete Brücke, Gewölbebrücke mit Durchflussöffnung von 11,6 m lichter Weite und 3,2 m lichter Höhe bis zum Scheitel, Verkehrsbreite 3,1 m, Gewölbe und beidseitige Widerlager aus Quadermauerwerk, 1942 Verbreiterung durch beidseitige Anlage von Fußwegen (Ausführung: Firma Hermann Köhler, Baumeister, Frankenberg), Zementdielen mit Betonestrich auf untergezogenen Eisenträgern, Verkehrsbreite nun 5,02 m, beidseitige Brüstungsmauer mit aufgesetztem Gasrohrgeländer
  - Rechenbrücke am Betriebsgrabeneinlauf: gemauerter Flusspfeiler aus Porphyr, darüber vermutlich DDR-zeitliche Balkenträger aus Stahl, davor Grobrechen aus Eisenschienen
  - Fußgängerbrücke an der Westseite des ehem. Spinnereigebäudes über den Freifluter: schmale Balkenbrücke mit einseitiger Betonbrüstung
  - Kassenhäuschen des ehemaligen Gefolgschaftsbades aus der DDR-Zeit (nach 1958), südwestliches des Badehauses gelegen
3. ↑  Einzeldenkmale der Sachgesamtheit Spinnerei Sachsenburg:
  - Produktionsgebäude, zwischen 1933 und 1937 Unterkunftsgebäude für die Häftlinge des KZ Sachsenburg: sechsgeschossiges Produktionsgebäude, durchgängig verputzt, überwiegend schlicht gestaltete Lochfassaden, vor allem südlicher Treppenhausvorbau stark gegliedert und von monumentalem Charakter (Treppenhausvorbau: Erdgeschoss mit Putznutung und drei großen Rundbogenöffnungen, darüber Gesimsband, erstes bis viertes Obergeschoss mittels Lisenen zusammengefasst, darüber hohlkehlartig ausgeformtes Dachgesims, abschließender Dreiecksgiebel), ursprünglich fünfgeschossig mit zusätzlichem Mansardgeschoss, inhomogener Baukörper verschiedener Bau- und Nutzungsphasen, vereinigte nach Großbrand 1923 und nachfolgendem Wiederaufbau bis 1925 das Spinnmühlengebäude von 1835–1837 links des Betriebsgrabens mit dem Getreidemühlengebäude von 1847 rechts des Betriebsgrabens (als alte Gebäudeteile u. a. zu erkennen an den später verputzten Porphyr-Fenstergewänden sowie an zwei Portalen aus Porphyr an der Nordseite von ehemaligen Spinnmühle bzw. Ostseite von ehemaliger Getreidemühle, letzteres nur noch in Resten vorhanden), mit einem neuen Verbindungsbau überbrückte man den Betriebsgraben (beinhaltet die Turbinenanlage), Holzbalkendecken im Inneren mit dem Wiederaufbau 1923–1925 durch Stahlbetonkonstruktion ersetzt (Plattenbalkendecken, an Stahlbetonstützen angevoutet), 1927/28 Anbau einer Hochspannungsschalt- und Transformatorenstation (Entwurf von Erich Basarke) am nordöstlichen Giebel der ehemaligen Getreidemühle, Produktionsgebäude 1933 durch Schutzhäftlinge als Unterkunftsgebäude für das KZ hergerichtet (Demontage der Maschinenausstattung, bauliche Veränderungen, u. a. Einbau von Bettgestellen), nach 1937 wieder Nutzung als Produktionsgebäude (Zwirnerei), 1945 Dachstuhl nach Brandbombentreffer ausgebrannt, zunächst Errichtung eines Notdaches, 1955–1958 Instandsetzung des ehemaligen Mansardgeschosses sowie Neubau eines Dachstuhls (Satteldach), ebenso Modernisierung der technischen Ausstattung, 1967 An- bzw. Aufbau einer Gasiererei an der Südwestseite des Gebäudes, 1990 Stilllegung, nachfolgend Entfernung der Maschinenausstattung, nach 2000 Abbruch von Kesselhaus und Einkürzung des zugehörigen Schornsteins, Modernisierung der Wehranlage sowie Einbau moderner Turbinen zur Stromerzeugung
  - Schornstein: sechseckig auf quadratischer Basis, rotes Ziegelmauerwerk, spätere Erhöhung um ca. ein Drittel auf 43 m mit rundem Querschnitt in gelbem Ziegelmauerwerk (möglicherweise mit Erhöhung des vorgelagerten Produktionsgebäudes zusammenhängend), oberer Teil (runden und sechseckigen Querschnitts) zwischen 2005 und 2012 aufgrund von Substanzschäden und starker Neigung abgebrochen (denkmalschutzrechtliche Genehmigung zur Sprengung vom 28. Juni 2005, stattdessen Teilabbruch und Sanierung des Rests), verbleibende Höhe 15 m, mittels eiserner Spannbänder gesichert
  - Wasserbauliche Anlagen:
    - Wehranlage (Eintrag in der Wehrdatenbank der sächsischen Fließgewässer: WKA Sachsenburg, Wehr-ID 724, Flusskilometer 39,430 km): feste Wehrschwelle mit Flusspfeiler zum Grundablass von 1953, darauf erneuerter beweglicher Wehraufsatz (Klappenwehr, hydraulischer Betrieb), Wehrbreite 53 m, Wehrhöhe 2 m, Grundablass (Schützentafel) am rechten Flussufer, wenig oberhalb am selben Flussufer Einlauf in den Betriebsgraben durch Grobrechenanlage vor überquerender Straßenbrücke, laut Wehrdatenbank am linken Flussufer Fischaufstiegsanlage (Schlitzpass) von 1925
    - Betriebsgraben: offener Kanal, ehemaliger Mühlgraben, in seiner heutigen Breite vermutlich auf das 18. Jahrhundert zurückgehend, ursprünglich zur Beaufschlagung mehrerer Wasserräder (neben- und hintereinander, unterschlächtig, im sog. Pansterzeug), später mehrerer Turbinen, Obergraben oberhalb des Zschopauwehres beginnend, 65 m lang und durchschnittlich 9,5 m breit, vor Einlauf in die Turbinenkammer modernisierte Feinrechenanlage, Abschlag in den sogenannten Freifluter, Untergraben rund 420 m lang und durchschnittlich 11 m breit, Ausmündung in die Zschopau an Flurstücksgrenze
    - Freifluter: zwischenzeitlich als zweiter Betriebsgraben zur Beaufschlagung einer Turbine genutzt, Abschlag/Überfall zum Freifluter an linker Obergrabenbrust vor Weiterführung des Betriebsgrabens unterhalb des Produktionsgebäudes zur Turbinenkammer, Durchleitung des Freifluters unter südlichem Treppenhausvorbau und südwestlichem Gebäudeflügel des Produktionsgebäudes, nachfolgend Weiterführung als offener Graben, Ausmündung in die Zschopau an Flurstücksgrenze
    - Uferstützmauern und Steindeckwerk: Stützmauern der Wehranlagen-Uferbefestigung aus Porphyrmauerwerk (zwei Schriftsteine, Inschriften vertieft erhaben: „ERBAUT / 1953“ sowie „EDUARD STEYER / BAUUNTERNEHMEN“), die von ihr eingeschlossene bastionsartige Plattform Teil der   Sachgesamtheit (vgl. Sachgesamtheit 09305857), Naturstein-Deckwerk (teils Porphyr) auf der Landzunge zwischen Fluss und Untergraben des Freifluters, rechtes Ufer des Freifluters mit Bruchstein-Stützmauer, Ufer des Betriebsuntergrabens teils mit Bruchstein-/Trockenmauerwerk befestigt

  - Ballenbrechergebäude (auch als Ballenbrechereigebäude bezeichnet, später Kistenlager – vgl. Bauakte 1959 zwecks Neubau einer Trafostation): eingeschossiger Massivbau mit Mansarddach, ursprünglich mit technischer Anlage (Ballenbrecher) zur Auflockerung und Vermischung der in Ballen angelieferten Baumwollfasern vor ihrer weiteren Verarbeitung, zu den in einer Zeile rechts der Hofeinfahrt stehenden Seitengebäuden gehörig, südlich zweigeschossiges Wohngebäude (ebenfalls Einzeldenkmal) und nördlich Trafostation anschließend
  - Wohnhaus, 1933–1937 Kommandanturgebäude des KZ, mit Arrestzellen im Erdgeschoss, weiterhin museal präsentierte Wäschemangel: zu den in einer Zeile rechts der Hofeinfahrt stehenden Seitengebäuden gehörig, nordwestlich Ballenbrechergebäude und südöstlich weiteres Wohngebäude (Sachgesamtheitsteil, siehe 09305857) anschließend, beide Wohngebäude auf einem Lageplan von 1909 als „herrschl. Wohnhaus“ bezeichnet, zweigeschossiger Putzbau, Fassade durch horizontale Putznutung im Erdgeschoss, Gesimse und Putzspiegel unter den Rechteckfenstern des Obergeschosses gegliedert, letztere zudem mit Fensterrahmungen, segmentbogige Fenster- und Türöffnungen im Erdgeschoss (teils Originalfenster), Satteldach, nicht unterkellert, laut Marcel Hett um 1900 errichtet [dem Bauschmuck nach zu urteilen älter, Anmerkung C. Wobbe], Erdgeschoss mit Lagerräumen, Obergeschoss mit einer Wohnung, Dachgeschoss nicht ausgebaut, Gebäude zwischen 1933 und 1937 als Arrestzellenbau (und Wache) Schauplatz von Folterungen und Misshandlungen an Häftlingen des Schutzhaftlagers, neun Arrestzellen im Erdgeschoss teils mit erhaltenen Inschriften der Häftlinge an Wänden und Zellentüren, derzeit museale Aufstellung einer Wäschemangel – hölzerne Kastenmangel (Kaltmangel) – im Erdgeschoss
  - Wohnhaus, ehemaliges Beamtenwohnhaus: eingeschossiges Wohnhaus mit ausgebautem Dachgeschoss, nicht unterkellert, südwestlicher Gebäudeteil ursprünglich Fachwerk (ggf. erhalten und verkleidet?), nordwestlicher Gebäudeteil massiver Anbau von 1909, dessen Giebel verbrettert, mit Holz eingehauster Treppenaufgang zum Hauseingang, darüber Satteldach, laut Marcel Hett um 1900 errichtet [vermutlich früher], 1987 saniert
  - Mietshaus, ursprünglich Garnlager, später Kontorgebäude: langgestrecktes zweigeschossiges Wohnhaus aus Bruchstein- und Ziegelmauerwerk, nicht unterkellert, ausgebautes Dachgeschoss, im Erdgeschoss Lagerräume und Garagen sowie eine Wohnung, im Obergeschoss Wohnungen, darüber Satteldach mit Flachdach- (Westseite) bzw. Schleppgaube (Ostseite), Fassade der östlichen Traufseite stark uneinheitlich gegliedert, Obergeschoss mit neun in regelmäßigen Abständen angeordneten Rechteckfenstern (Holzfenster), hier statt der südlichen drei Fenster ursprünglich sieben enger stehende Fenster, deren Öffnungen inzwischen zugemauert, Erdgeschoss südlich mit originaler segmentbogiger Türöffnung, links daneben stark verschmälertes Segmentbogenfenster, weiter rechts rechteckige Tor- und Türöffnungen unterschiedlicher Größe, abschließend Rechteckfenster, an westlicher Traufseite zwei eingeschossige Anbauten mit Pultdach, Fensteröffnungen der Hauptfassade hier teils zugemauert oder verkleinert, am Nordgiebel eingeschossiger Werkstatt-Anbau mit flachem Satteldach und Dreiecksgiebel-Gestaltung in Analogie zum Produktionsgebäude (ehem. Schleiferei/Tischlerei), Mietshaus über Eck mittels eines gemauerten, korbbogigen Torbogens mit dem nebenstehenden Produktionsgebäude verbunden, um 1900 errichtetes Wohn- und Lagergebäude (Garnlager) der ehemaligen Spinnerei, möglicherweise zunächst nur südlichen Gebäudeteil umfassend und wenig später nach Norden hin erweitert, um 1930 bis Kriegsende als Büro-, Wirtschafts- oder Kontorgebäude bezeichnet, ab 1947 als Wohnhaus mit acht neu eingerichteten Wohnungen für Gefolgschaftsangehörige dienend, in den 1960er Jahren als „Wohnhaus Jäckel“ bezeichnet
  - Mietshaus, ursprünglich Ledigenheim, nachfolgend Kindergarten: zweigeschossiger Massivbau, nicht unterkellert, ausgebautes Dachgeschoss, Satteldach beidseitig mit gerader Schleppgaube, überwiegend originale Holzfenster, vermutlich 1938 errichtetes Nebengebäude der ehemaligen Spinnerei, bis 1945 als Ledigenheim der Firma Bruno Tautenhahn mit einer maximalen Belegung von 20 Personen dienend, nachfolgend Wohnhaus, in den 1960er Jahren zwischenzeitlich Einrichtung eines Kindergartens
  - Villa (Reichelt’sches Landhaus), später Direktorenwohnhaus, 1933–37 Villa des Lagerkommandanten, danach Verwaltungsgebäude: qualitätvoller zweigeschossiger Massivbau, voll unterkellert, Sockel aus Porphyrmauerwerk,darüber Ziegelmauerwerk, an Westseite Terrasse in Höhe des Sockels mit seitlichem Treppenaufgang und teilweise erhaltener Betonbalustrade, zu beiden Seiten eine Auslucht, originale Holzfenster (Rechteckfenster), teils mit originalen Eisengittern, im Obergeschoss mit blechbeschlagenen Fensterläden, Holzbalkendecken, Walmdach mit liegenden Schleppgauben, auf dem rückwärtigen Betriebsgelände in größerer Entfernung zum Produktionsgebäude gelegen, ehemals mit hölzernem Gartenpavillon (gründerzeitlicher Stilprägung, auf quadratischem Grundriss, aus Nadelholz, Wandzonen zwischen Balken im unteren Teil ausgefacht, teils mit Andreaskreuzen ausgestellt, im oberen Teil Ziergefache mit floralen Schnitzmustern, Denkmal der Gartenbaukunst), Translozierung nach Frankenberg, Amalienstraße 1, 2012 (denkmalschutzrechtliche Genehmigung vom 16. Dezember 2011), Villa als Landhaus des Unternehmers C. G. Reichelt 1920/21 errichtet (laut LfD-Akte 1923), zwischen 1933 und 1937 als Wohnsitz des Lagerkommandanten dienend, nachfolgend als Verwaltungsgebäude, zwischenzeitlich auch als Kinderferienlager und zuletzt als Kinderkrippe genutzt
  - Pförtnerhaus: eingeschossiger Massivbau mit steilem Satteldach, Fachwerkgiebel, an den Traufseiten große Türöffnungen mit Steingewände und hölzernem Sturz (hofseitig vermauert), an der Hofeinfahrt über Eck gezogenes Fensterband, 1946 errichtet zur Kontrolle der Nutzer des Freizeitgeländes im hinteren Teil des Betriebsgeländes, stilistisch der Heimatschutztradition der 1930er Jahre folgend und einfühlsam an die unmittelbar anschließenden Fachwerkgebäude des ehem. Mühlenanwesens angepasst
  - Torpfeiler: zwei gemauerte Torpfeiler mit walmdachartigem Abschluss aus Beton an der Einfahrt zum Fabrikhof, linker Torpfeiler baulich an Pförtnerhaus anschließend, rechter Torpfeiler mit nebenstehendem Wohnhaus über waagerechten Sturz verbunden
4. ↑  Ehemalige Schloßmühle:

Mühlenanwesen, Wohngebäude der ehemaligen Mahl- und Brettmühle: ursprünglich drei um einen Hof gruppierte Gebäude, die baulich direkt an die nördliche Mahl- und Brettmühle anschlossen, die Mühlenwohngebäude waren allesamt zweigeschossig mit Satteldach ausgebildet, wobei das parallel zum Mühlgraben sowie das straßenseitige Gebäude (L-förmig um einen Innenhof gruppiert) bis auf wenige Mauerwerksreste Mitte der 2000er Jahre abgebrochen wurden (Abbruch aufgrund teils starker Schädigung durch Hochwasser von 2002), erhalten haben sich neben einem segmentbogigen Torbogen mit Schlussstein zwei Rundbogenfenster des Erdgeschossmauerwerks sowie straßenseitig ein rundbogiges Türportal, das verbliebene Wohngebäude steht traufständig zur Hofeinfahrt, Erdgeschoss massiv, Fenster- und Türöffnungen mit Porphyrgewänden, Obergeschoss Fachwerk, an der zum ehemaligen Innenhof des Mühlanwesens gerichteten Traufseite vorkragend, hier Inschrift im Fachwerk mit der Jahreszahl 1779, Fachwerkgiebel, Innenhof mit alter Hofpflasterung (Flusssteine), nördlich Produktionsgebäude der ehemaligen Spinnerei Sachsenburg anschließend (vgl. 09244603), Mühlengebäude um 1800 errichtet, dabei Integration älterer Bausubstanz nicht ausgeschlossen, erhaltenes Wohnhaus nahm zw. 1933 und 1937 die Wachmannschaften des KZ Sachsenburg auf, danach bis 1985 als Wohnhaus dienend, anschließend Leerstand, heute Nutzung durch den Sachsenburger Bergbauverein, Mühlenanwesen stand bis 2013 unter An der Zschopau 1 in der Denkmalliste.

Zum Mühlenstandort: Mühlenstandort bereits Mitte des 14. Jahrhunderts aktenkundig (vgl. Schwabenicky 2009, S. 10, sowie Diener von Schönberg 1931, S. 326), 1835–1837 Erweiterung der Mahl- und Brettmühle um eine Baumwollspinnerei auf der gegenüberliegenden Seite des Betriebsgrabens durch den Eigentümer Zschocke, unter dem neuen Eigentümer Franz Schulze wurden Teile der alten Schlossmühle 1847 durch Neubauten ersetzt (Getreidemühle nun als sogenannte „amerikanische Mühle“ ausgeführt), Übernahme der Produktionsanlagen 1865 durch die Firma C. G. Reichelt („Reicheltsche Mühle und Spinnerei“), Mühlbetrieb vermutlich mit der Neustrukturierung der Produktionsanlagen von Spinnerei und Mühle nach dem Brand von 1923 eingestellt, jedenfalls kann ein weiterer Mühlenbetrieb bisher nicht belegt werden (vgl. hierzu auch 09244603).
5. ↑  Ehemaliges Gefolgschaftsbad:
  - Badehaus: unterkellerter Massivbau mit Walmdach und zentralem Dachreiter mit Uhr (Dachreiter ursprünglich mit sehr flachem Zeltdach), KG hofseitig ebenerdig, hier klinkersichtig, darüber verputzt, Erdgeschoss-Südfassade mit regelmäßigen Fensteröffnungen, an Nordseite offener Laufgang mit Holzstützen und ‑brüstung, im Inneren ehemals neun (heute sieben) Wechselkabinen, Umkleideräume für Männer und Frauen sowie Garderobe, Kantine, Diensträume, ursprünglich Zugang zum Bad über Treppe an der Ostseite des Gebäudes, später über Hochwasserschutzdamm und Kassenhäuschen an der Westseite des Bades (Bestandteil der Sachgesamtheit, vgl. 09305857), erster Entwurf als Umkleidehalle von Hugo Malsch noch gänzlich in Holzbauweise
  - Schwimmbecken: Becken (20 × 50 m) mit nach Norden hin abfallender, glatt verriebener Betonsohle, tiefere Sprunggrube an nördlicher Schmalseite (hier ursprünglich 3-m-Sprungturm), Planschbecken an südlicher Schmalseite, rechts und links von dieser Einstiegstreppen, davor Brausen (erneuert), rundumlaufende Fußwaschrinne, in Seitenwände integrierte rundumlaufende Überlaufrinne, Betonsohle bei Instandsetzungsmaßnahmen Ende der 1950er Jahre mit einer zweiten Betonschutzschicht mit kreuzweiser Stahleinlage verstärkt, Wassereinspeisung aus Brunnen auf dem Grundstück, die Waschabwässer aus den Brausenanlagen und dem Schwimmbecken wurden durch eine Rohrschleuse in die Zschopau abgeleitet
  - Abortanlage: südöstlich des Badehauses gelegen, eingeschossiges Gebäude mit massivem Sockel und Holzaufbau, darüber flaches Walmdach (ursprünglich Schieferdach), Türen an Nord- und Südseite, die anderen Wände mit zwei flachen, jeweils zweiteiligen Fenstern, im Inneren neue Sanitäreinbauten, unter Gebäude Abortgrube mit Schöpfgruben-Öffnung an Gebäudeostseite
  - Brunnenhaus: auch als Pumpenhaus bezeichnet, südöstlich des Badehauses gelegen, eingeschossiges Gebäude mit massivem Sockel und Holzaufbau, darüber flaches Walmdach (ursprünglich Schieferdach), Tür an Ostseite, die anderen Wände mit flachen, jeweils zweiteiligen Fenstern, im Inneren kreisrunde Brunnenöffnung und Plattform (vermutlich zur Aufstellung eines Speichertanks), an Westseite Vorplatz anschließend
  - Freigelände mit Liegewiesen westlich und östlich des Schwimmbeckens ebenfalls Bestandteil der Sachgesamtheit (vgl. 09305857), an Ausmündung des Betriebsgrabens ursprünglich Kahnanlegestelle, nur wenig grabenaufwärts befand sich zudem eine einfache Fußgängerbrücke (vgl. Lageplan zum Neubau eines Schwimmbeckens, Badehaus, Brunnenhaus u. Abortanlage von 1939, Bauaktenarchiv Stadt Frankenberg)